# Queen Street

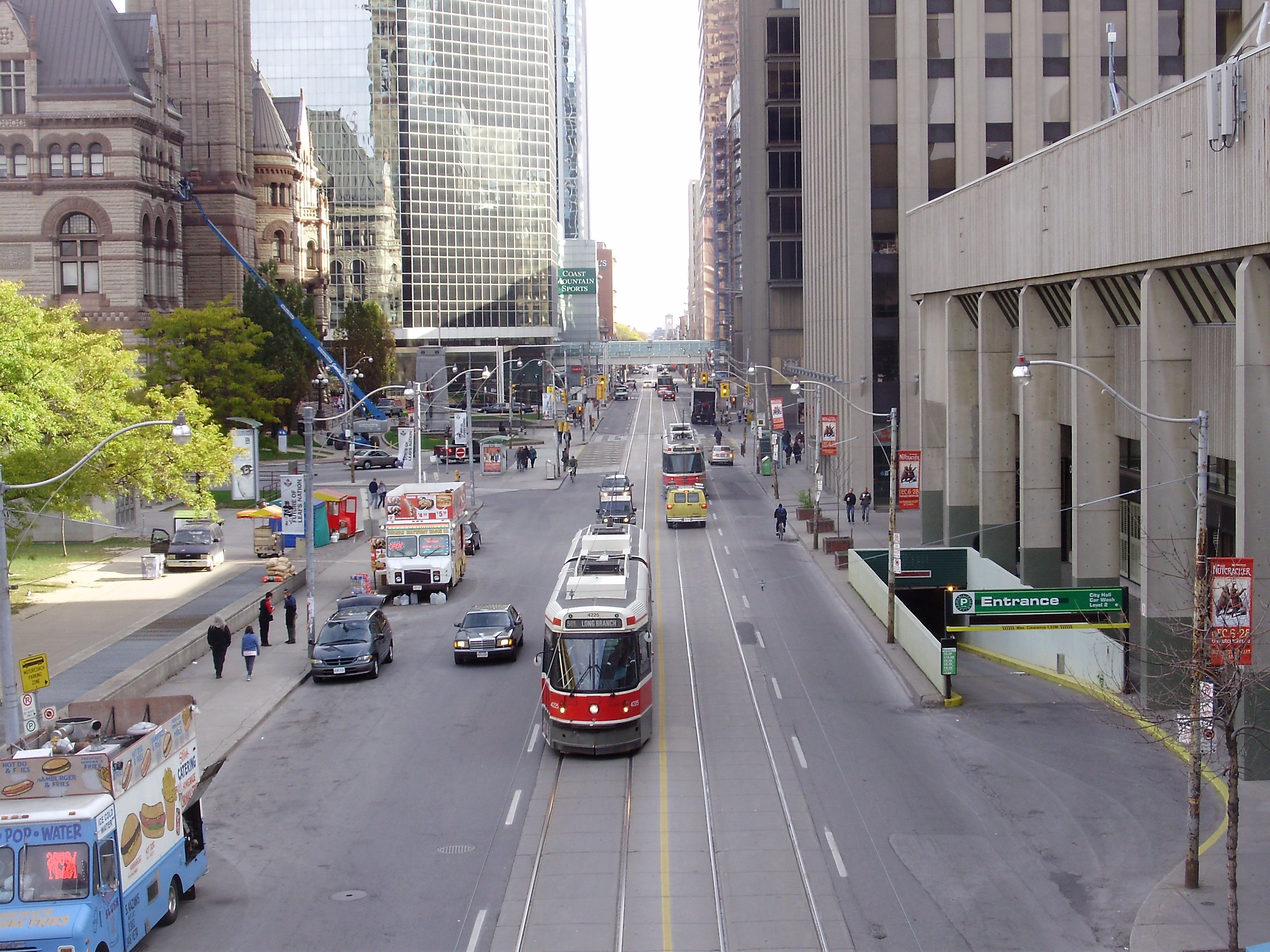
Bonde do Toronto Transit Commission na Queen Street.

A Queen Street é uma rua arterial localizada em Toronto, Ontário, Canadá. Até a década de 1960, era considerada a principal via arterial leste-oeste da cidade, posto que pertence atualmente à Bloor Street e à Danforth Avenue. A Queen Street, juntamente com a Yonge Street, serviu como base para o padrão de gradeamento que atualmente domina a cidade de Toronto (com ruas e avenidas correndo primariamente em um sentido leste-oeste ou norte-sul). Seu primeiro nome foi Lot Street, dado em 1793. Em 1851, a rua adquiriu seu nome atual, em homenagem à Rainha Vitória do Reino Unido.
A parte ocidental da Queen Street, chamada oficialmente de Queen Street West, é conhecida nacionalmente por abrigar numerosas instituições culturais, tais como a sede da Canadian Broadcasting Corporation, a Faculdade de Arte e Design de Ontário, museus, teatros, restaurantes e discotecas. O trecho da Queen Street entre a University Avenue e a Yonge Street abriga numerosos arranha-céus, onde a sede de numerosas grandes empresas estão localizadas, bem como instituições públicas, tais como o atual prédio da prefeitura, o antigo prédio da prefeitura da cidade, e numerosos estabelecimentos comerciais, tais como o Toronto Eaton Centre, o shopping center mais movimentado da cidade, e uma grande loja da Hudson's Bay Company. A rua tem se destacado desde o meados do século XIX como o principal centro de compras de Toronto, e um dos principais pontos turísticos da cidade.
O trecho da Queen Street entre a Yonge Street até o seu término leste (Queen Street East) é primariamente comercial, abrigando numerosos restaurantes, e residencial. O festival de páscoa da cidade é realizado neste trecho da rua.
A Queen Street é servida por uma linha de bonde, a linha 501 Queen, que utiliza bondes articulados, e é uma das rotas de superfície mais movimentadas do Toronto Transit Commission.